# Jan Tana Classic
Il Jan Tana Classic era una competizione di culturismo femminile organizzata annualmente dall'International Federation of BodyBuilders. Il concorso prendeva il nome dell'azienda che lo sponsorizzava, un marchio di prodotti abbronzanti. Il Jan Tana Classic era generalmente considerato la terza maggiore competizione per il culturismo femminile, dietro Ms. Olympia e Ms. International. È stato organizzato annualmente dal 1991 sino al 2003, benché già esisteva dal 1989 anche se non a livello professionale. Dall'edizione del 2000, i concorrenti venivano divisi in tre classi di peso, dalle quali venivano selezionate tre finaliste, fra le quali veniva eletta la vincitrice della competizione. 

## Vincitrici
| Anno | Vincitrice        | Pesi leggeri     | Pesi medi         | pesi massimi      |
| ---- | ----------------- | ---------------- | ----------------- | ----------------- |
| 1991 | Sue Gafner        |                  |                   |                   |
| 1992 | Nikki Fuller      |                  |                   |                   |
| 1993 | Denise Rutkowski  |                  |                   |                   |
| 1994 | Sue Price         |                  |                   |                   |
| 1995 | Michele Ralabate  |                  |                   |                   |
| 1996 | Melissa Coates    |                  |                   |                   |
| 1997 | Chris Bongiovanni |                  |                   |                   |
| 1998 | Lesa Lewis        |                  |                   |                   |
| 1999 | Gayle Moher       |                  |                   |                   |
| 2000 | -- Nessuno --     | Renee Casella    | Valentina Chepiga | Th-resa Bostick   |
| 2001 | -- Nessuno --     | Joanna Thomas    | Fannie Barrios    | Betty Pariso      |
| 2002 | Nancy Lewis       | Fannie Barrios   | Nancy Lewis       | Beth Roberts      |
| 2003 | Helle Nielsen     | Angela Debatin   | Dayana Cadeau     | Helle Nielsen     |
| 2004 | -- Non svolto --  | -- Non svolto -- | -- Non svolto --  | -- Non svolto --  |
| 2005 | -- Non svolto --  | -- Non svolto -- | -- Non svolto --  | -- Non svolto --  |
| 2006 | -- Non svolto --  | -- Non svolto -- | -- Non svolto --  | -- Non svolto --  |
| 2007 | Sarah Dunlap      | Sarah Dunlap     | -- Nessuno --     | Stephanie Kessler |